# Diplom-Verwaltungswirt (FH)
Diplom-Verwaltungswirt (FH) ist ein akademischer Grad, der von den Fachhochschulen für öffentliche Verwaltung nach Abschluss eines dualen Studiums (Studium plus integrierte Praxisblöcke in einer Behörde) verliehen wird. In der Regel tragen ihn daher ausschließlich Laufbahnbeamte des gehobenen nichttechnischen Dienstes (bzw. der dritten Qualifikationsebene/des dritten Einstiegsamtes). Der akademische Grad wird teilweise als Diplom-Verwaltungswirt ohne den Zusatz (FH) als staatliche Bezeichnung geführt. In einigen deutschen Ländern ist der Titel mit Angabe der Studienrichtung versehen, beispielsweise der Zusatz Fachrichtung Polizei oder Fachrichtung Allgemeine Innere Verwaltung. Ursprünglich wurde für Bundesbeamte der akademische Grad als Diplom-Verwaltungswirt ohne den Zusatz (FH) an der Hochschule des Bundes für öffentliche Verwaltung (HS Bund) gemäß dem damaligen Fachhochschulrecht im Land Nordrhein-Westfalen verliehen.

## Voraussetzungen und Inhalt
Voraussetzung für die Zulassung zum dualen Studium an der Fachhochschule für öffentliche Verwaltung (FHöV) ist das Zeugnis der Fachhochschulreife oder der allgemeinen Hochschulreife (Abitur) und ein Dienstverhältnis als Beamter auf Widerruf, z. B. Inspektor-/Kommissaranwärter bzw. die Zulassung durch die entsprechende Ausbildungsbehörde.
Das duale Studium dauert, je nach Fachrichtung, zumeist drei bis vier Jahre. Dabei wechseln sich Theoriephasen an der FHöV und Praxisphasen bei der Ausbildungsbehörde einander ab. Die Praxisphasen betragen in der Regel ein Viertel bis ein Drittel der Studienzeit, können aber je nach Bundesland/Bund einen Anteil von bis zu 50 Prozent ausmachen.
Schwerpunkte des Hauptstudiums sind rechtswissenschaftliche (u. a. Kommunal-, Staats-, Verwaltungs-, Sozial- und Privatrecht), wirtschaftswissenschaftliche (Betriebs- und Volkswirtschaftslehre) und/oder sozialwissenschaftliche Fächer (z. B. Psychologie) oder Mischformen (z. B. für den Bundesbank- oder Polizeidienst).
Zusätzlich wurde in den 1990er-Jahren erstmals der Studiengang Verwaltungsbetriebswirtschaft (VBWL) eingeführt, der die Modernisierung der Verwaltung durch gezielte Anwendung privatwirtschaftlicher Konzepte fördern soll, vor allem die Umstellung von der kameralen auf die doppische Buchführung. Der akademische Grad für diese Studienabsolventen lautet entweder Diplom-Verwaltungsbetriebswirt (FH) oder Diplom-Verwaltungswirt (FH). Außerdem wird eine an die Anforderungen der modernen Informationstechnik angepasste Variante mit dem Abschluss zum Diplom-Verwaltungsinformatiker (FH) angeboten.
Während des Studiums ist der Studierende in der Regel Inspektoranwärter, d. h., er steht in einem Beamtenverhältnis auf Widerruf und erhält Anwärterbezüge seines Dienstherrn. Diese betragen ca. 50 Prozent der späteren Eingangsbesoldung.

## Tätigkeit
Eingangsamt ist in der Regel ein Amt der Besoldungsgruppe A 9, sofern er als Beamter nach Studienabschluss übernommen wird. Als Angestellter wird der Diplom-Verwaltungswirt als Berufsanfänger in die vergleichbare Entgeltgruppe 9 bzw. 9b des Tarifvertrages für den öffentlichen Dienst (TVöD) eingestuft. Diplom-Verwaltungswirte (FH) nehmen in den Eingangsämtern (z. B. Regierungsinspektor oder Polizeikommissar) Aufgaben als Sachbearbeiter wahr und werden je nach Ressort im Rahmen ihres ämterbezogenen Aufstiegs (Beförderungen, z. B. zum Amtmann, Amtsrat, Oberamtsrat, Polizeihauptkommissar, Erster Polizeihauptkommissar) in Führungsfunktionen eingesetzt.
Beamte des mittleren Dienstes können in den gehobenen Dienst als sogenannte „Aufstiegsbeamte“ übernommen werden, nach einer Berufstätigkeit von mindestens vier Jahren im mittleren Dienst und einer überdurchschnittlichen Dienstbeurteilung. Sie müssen mindestens ein Zeugnis der mittleren Reife besitzen und oftmals einen sogenannten Fachhochschulreifelehrgang erfolgreich abgeschlossen haben. Während des Aufstieges sind die Beamten den Anwärtern gleichgestellt (Absolvierung der Fachhochschule, Einsatz in Ausbildungsabschnitten), jedoch bei gleichbleibenden Bezügen. Sie können in dieser „Anwärter“-Zeit bis in die Endstufe mittlerer Dienst (Amtsinspektor) befördert werden. Für ältere Beamte (ab 45) gibt es in manchen Bundesländern die Möglichkeit des „prüfungserleichterten Aufstiegs“ an einem Studieninstitut. Der Unterschied zum normalen Aufstieg ist, dass dieses Verfahren kürzer ist, in der Regel an einem Studieninstitut stattfindet und keine Ausbildungsabschnitte abzulegen sind. Es entfällt dabei jedoch die Bezeichnung Diplom-Verwaltungswirt. Auch beim Bund ist dieses Verfahren vorgesehen.
Insofern bleibt festzustellen, dass nicht jeder Beamte des gehobenen Dienstes gleichzeitig Diplom-Verwaltungswirt ist.

## Der akademische Grad des Diplom-Verwaltungswirtes (FH) im Zuge des Bologna-Prozesses
Vor dem Hintergrund einer Europäisierung und einer damit verbundenen Standardisierung der Studiengänge im Bereich der Verwaltungswissenschaften hat die Diskussion um den Bologna-Prozess auch die deutschen Hochschulen erreicht. Hinter dem Bologna-Prozess steckt im Kern die Teilung des Gesamtstudiengangs in den Bachelor- und Masterstudiengang.
Anreize, eine solche Novellierung der hiesigen Studiengänge zu erwägen, waren vor allem die Angst, den Anschluss an die Spitze der internationalen Akademiesphäre zu verlieren, und der Aspekt der zunehmenden Zahl von internationalen Unternehmen, wie z. B. eine internationale Polizeimission oder die Zusammenarbeit der Justizministerien der Europäischen Union. Zudem findet der renommierte deutsche Begriff des Diploms in der englischen Sprache keine Entsprechung. Im englischen bedeutet ‚diploma‘ schlichtweg ‚Abschluss‘, ohne jegliche Qualitätszusage.
Somit sollte durch den Bologna-Prozess ein europäischer Hochschulrahmen bis 2010 geschaffen werden. Hierbei sollen vor allem zweistufige Studiengänge (Bachelor/Master) eingeführt werden.
Der Beschluss der Innen- und Kultusministerkonferenz vom 17. April 2002 einigte sich auf folgenden Punkte:
- Bachelorabsolventen können, unabhängig davon an welcher Hochschule (Universität, Fachhochschule) sie den Grad erworben haben, in den gehobenen Dienst eingestellt werden.
- Die Absolventen von Masterstudiengängen an Universitäten und akkreditierten Studiengängen an Fachhochschulen können in den höheren Dienst eingestellt werden.
- Ein Zusatzakkreditierungsverfahren für den höheren Dienst gibt es gemäß Beschluss der Innenministerkonferenz seit dem 1. Januar 2008 nicht mehr.[2]

Der Masterstudiengang Europäisches Verwaltungsmanagement des Fachbereichs Allgemeine und Innere Verwaltung der Hochschule des Bundes für öffentliche Verwaltung ist beispielsweise akkreditiert.
Einige Verwaltungshochschulen verleihen weiterhin den Grad Diplom-Verwaltungswirt (FH); an anderen schließt das Studium im Rahmen der Bologna-Reform mit einem Bachelor of Laws (LL.B.) oder Bachelor of Arts (B.A.) ab. Nicht konsekutive Master-Studiengänge (sogenannte weiterbildende Masterstudiengänge) können den akademischen Grad des Master of Public Administration (Master in öffentlicher Verwaltung), des Master of European Administrative Management oder des Master of Science vermitteln. Bisher verliehene Abschlüsse als Diplom-Verwaltungswirt an der FHöV werden äquivalent zum Bachelorgrad gehandhabt.